# Tiểu bang dao động

Bản đồ các bang xung đột trong cuộc bầu cử tổng thống năm 2024, dựa trên kết quả năm 2020 của họ. Màu xanh tượng trưng cho ứng cử viên Đảng Dân chủ, Joe Biden, và màu đỏ tượng trưng cho ứng cử viên Đảng Cộng hòa, Donald Trump. "Trạng thái xoay" với độ nghiêng nhỏ hơn được tô màu nhạt hơn, trong khi "trạng thái an toàn" với độ nghiêng nặng hơn được tô màu tối hơn.

Trong chính trị Hoa Kỳ, thuật ngữ bang dao động (tiếng Anh: swing states) hay bang chiến trường (tiếng Anh: battleground states) được dùng để chỉ bất kỳ bang nào mà ứng cử viên tổng thống của Đảng Dân chủ hoặc Đảng Cộng hòa có thể giành chiến thắng một cách hợp lý bằng cách đảo ngược số phiếu bầu. Những bang này thường là mục tiêu của các chiến dịch của chính đảng, đặc biệt là trong các cuộc bầu cử cạnh tranh. Trong khi đó, các bang thường xuyên nghiêng về một đảng duy nhất được gọi là các bang an toàn, vì người ta nói chung cho rằng một ứng cử viên có đủ số người ủng hộ mà từ đó họ có thể thu hút đủ tỷ lệ cử tri mà không cần phải đầu tư hoặc nỗ lực đáng kể cho chiến dịch của họ.
Do phương pháp "được ăn cả, ngã về không" mà hầu hết các bang sử dụng để xác định đại cử tri tổng thống của họ, các ứng cử viên thường chỉ vận động tranh cử ở các bang cạnh tranh; đó là lý do tại sao chỉ một nhóm nhỏ các bang thường xuyên nhận được phần lớn quảng cáo và lượt thăm của ứng cử viên. Các bang chiến trường có thể thay đổi trong một số chu kỳ bầu cử nhất định và có thể được phản ánh trong cuộc thăm dò tổng thể, nhân khẩu học và sự hấp dẫn về ý thức hệ của những người được đề cử.

## Bối cảnh
Trong các cuộc bầu cử tổng thống Hoa Kỳ, mỗi bang được tự do quyết định phương thức mà các đại cử tri của mình trong Đại cử tri đoàn sẽ được lựa chọn. Để tăng quyền biểu quyết của mình trong hệ thống Đại cử tri đoàn, mọi bang, ngoại trừ Maine và Nebraska, đã áp dụng hệ thống "được ăn cả, ngã về không", trong đó ứng cử viên giành được nhiều số phiếu phổ thông nhất ở một bang sẽ giành được tất cả các phiếu bầu của đại cử tri của bang đó. Ban đầu người ta hy vọng rằng các ứng cử viên sẽ quan tâm đến nhu cầu của các bang có nhiều phiếu đại cử tri nhất. Tuy nhiên, trên thực tế, hầu hết các cử tri có xu hướng không thay đổi lòng trung thành với một đảng từ cuộc bầu cử này sang cuộc bầu cử tiếp theo, khiến cho các ứng cử viên tổng thống tập trung thời gian và nguồn lực hạn chế của họ để vận động ở những bang mà họ tin rằng họ có thể đu đẩy về phía họ hoặc ngăn các bang không quay lưng lại với họ, và không dành thời gian hoặc nguồn lực ở các bang mà họ cho rằng sẽ thắng hoặc thua. Do hệ thống bầu cử, các chiến dịch ít quan tâm đến việc tăng số phiếu phổ thông toàn quốc của ứng cử viên, thay vào đó có xu hướng chỉ tập trung vào số phiếu phổ thông ở những bang sẽ cung cấp số phiếu đại cử tri cần thiết để giành chiến thắng trong cuộc bầu cử, và việc một ứng cử viên chiếm được đủ số phiếu đại cử tri mặc dù không giành được đầu phiếu phổ thông toàn quốc là điều không còn lạ.
Trong các kết quả bầu cử trước đây, những ứng cử viên Đảng Cộng hòa dự kiến sẽ dễ dàng giành được hầu hết các bang miền núi và Đại Bình nguyên, chẳng hạn như Idaho, Wyoming, Bắc Dakota, Nam Dakota, Montana, Utah, Kansas, Oklahoma và Nebraska, hầu hết miền Nam, bao gồm Alabama, Mississippi, Louisiana, Arkansas, Tennessee, Kentucky và Nam Carolina, cũng như Alaska. Đảng Dân chủ thường lấy các bang ở Trung Đại Tây Dương, bao gồm New York, New Jersey, Maryland và Delaware, cùng với vùng New England, đặc biệt là Vermont, Massachusetts, Rhode Island và Connecticut, các bang Bờ Tây, tức California, Oregon, Washington, cùng với Hawaii. Họ cũng có khả năng thắng New Mexico và Illinois, dựa trên kết quả bầu cử gần đây.
Tuy nhiên, một số tiểu bang thường xuyên bỏ phiếu cho một đảng ở cấp tổng thống đôi khi bầu một thống đốc của đảng đối lập; điều này hiện đang xảy ra ở Massachusetts, Maryland và Vermont, tất cả đều có thống đốc Đảng Cộng hòa, cũng như ở Louisiana, Kentucky và Kansas, những nơi hiện có thống đốc Đảng Dân chủ. Ngay cả trong những năm bầu cử tổng thống, cử tri có thể chia vé tổng thống và vé bầu cử. Vào năm 2020, điều này xảy ra ở Vermont và New Hampshire, những nơi đã bầu thống đốc của Đảng Cộng hòa ngay cả khi đảng Dân chủ Joe Biden đã giành được cả hai bang, trong khi Bắc Carolina bầu một thống đốc của Đảng Dân chủ mặc dù  bỏ phiếu cho Donald Trump của Đảng Cộng hòa.
Ở Maine và Nebraska, tỷ lệ chia phiếu đại cử tri cũng tương đương với bầu Thượng nghị sĩ và Đại biểu Quốc hội. Hai phiếu đại cử tri thuộc về người giành được số nhiều trong tiểu bang và một ứng cử viên nhận được một phiếu đại cử tri bổ sung cho mỗi Khu vực Quốc hội mà họ nhận được số nhiều. Cả hai bang này đều có số phiếu đại cử tri tương đối ít—tổng số lần lượt là 4 và 5. Bất chấp các quy định này, mỗi bang đã chia phiếu đại cử tri của mình—vào năm 2008, khi Nebraska dành 4 phiếu cho  John McCain Cộng hòa và một phiếu cho Barack Obama Dân chủ, và vào năm 2020, khi Nebraska dành 4 phiếu cho Donald Trump Cộng hòa và 1 phiếu cho Joe Biden Dân chủ; vào năm 2016 và 2020, Donald Trump giành được một phiếu bầu ở Maine, trong khi Hillary Clinton và Joe Biden đều lần lượt được 3 phiếu.

## Các bang cạnh tranh
Các bang mà cuộc bầu cử có kết quả sát sao trở nên ít có ý nghĩa hơn trong các cuộc bầu cử long trời lở đất. Thay vào đó, các bang bỏ phiếu tương tự với tỷ lệ phiếu bầu quốc gia có nhiều khả năng xuất hiện với tư cách là các bang cạnh tranh hơn. Ví dụ, các bang trong cuộc bầu cử năm 1984 có kết quả chặt chẽ nhất là Minnesota và Massachusetts. Tuy nhiên, một chiến lược tranh cử tập trung vào những bang này sẽ không có ý nghĩa lắm khi dùng Đại cử tri đoàn, vì ứng cử viên Đảng Dân chủ Walter Mondale cần chiến thắng ở nhiều bang hơn là Massachusetts, thì đảng viên Cộng hòa Ronald Reagan sẽ vẫn giành chiến thắng với tỷ số lớn. Thay vào đó, bang điểm ngoặt (bang đầu tiên cho ứng cử viên tổng thống đa số trong Đại cử tri Đoàn) năm đó là Michigan, vì nó đã mang lại cho Reagan số phiếu đại cử tri mang tính quyết định. Khoảng cách ở Michigan là mười chín điểm phần trăm, khá giống với biên độ quốc gia của Reagan là mười tám phần trăm. Michigan lẽ ra có liên quan nhiều hơn đến kết quả bầu cử nếu cuộc bầu cử diễn ra sát sao hơn.
Tương tự, chiến thắng sít sao của Barack Obama tại Indiana trong cuộc bầu cử năm 2008 đã miêu tả không chính xác rằng địa vị của nó là một chiến trường. Obama đã thua Indiana hơn 10 điểm phần trăm trong cuộc bầu cử gần nhất vào năm 2012, nhưng dù sao cũng đã chiến thắng vì số phiếu đại cử tri của Indiana không cần để có một tập hợp 270 phiếu; kịch bản tương tự xảy ra tại Missouri, nơi John McCain thắng với khoảng cách rất với 4.000 phiếu trong cuộc bầu cử tổng thống Hoa Kỳ năm 2008, nhưng lại bị Mitt Romney thắng gần 10 điểm trong cuộc bầu cử tổng thống Hoa Kỳ năm 2012, cho thấy xu hướng Cộng hòa của nó. Các bang nghiêng về Đảng Cộng hòa nhẹ khác như North Carolina và Arizona là những bang được đảng Dân chủ giành chiến thắng hợp lý hơn trong năm 2012. Vào năm 2012, các bang Bắc Carolina, Florida, Ohio và Virginia đã được quyết định với tỷ lệ chênh lệch ít hơn năm phần trăm. Tuy nhiên, không bang nào trong số chúng được coi là bang điểm ngoặt, vì Romney sẽ không thể đánh bại Obama ngay cả khi ông đã chiến thắng trong tất cả số bang đó. Điều thú vị là Virginia giống với phần còn lại của đất nước nhất. Người dân Virginia đã bỏ phiếu cho Obama chỉ dưới 4 điểm, gần bằng với cả nước. Nếu cuộc bầu cử diễn ra sát hơn, con đường dẫn đến chiến thắng của Romney có lẽ cũng liên quan đến việc chiến thắng Wisconsin, Nevada, New Hampshire hoặc Iowa, vì những bang này có tỷ lệ chênh lệch tương đương với Colorado và đã từng là bang chiến trường trong suốt cuộc bầu cử.
Tuy nhiên, như nhiều nhà phân tích toán học đã chỉ ra, bang bỏ phiếu giống như quốc gian nhất nói chung không nhất thiết là bang điểm ngoặt. Ví dụ, nếu một ứng cử viên chỉ giành được chiến thắng ở một số tiểu bang nhưng lại làm như vậy với tỷ số chênh lệch lớn, trong khi chiến thắng của ứng viên khác gần hơn nhiều, thì số phiếu phổ thông có thể sẽ nghiêng về ứng viên thứ nhất. Tuy nhiên, mặc dù đại đa số các bang nghiêng về ứng cử viên thứ hai so với toàn quốc, nhưng nhiều người trong số họ cuối cùng sẽ bỏ phiếu cho người thua cuộc với số lượng lớn hơn so với bang điểm ngoặt. Cuộc bầu cử tổng thống năm 2016 là một ví dụ đáng chú ý, vì nó là một trong những sự chênh lệch lớn nhất trong lịch sử giữa Đại ử tri đoàn và số phiếu phổ thông. Ngoài ra, sự "chia rẽ" số phiếu theo cả hai chiều lớn hơn nhiều so với các cuộc bầu cử trước đó, chẳng hạn như cuộc bầu cử năm 2000. Trong cuộc bầu cử đó, Phó Tổng thống Al Gore đã giành được số phiếu phổ thông dưới 1 phần trăm, trong khi tổng thống sắp tới là George W. Bush giành được Đại cử tri đoàn chỉ với 5 phiếu bầu trong Tòa án Tối cao. Ngược lại, ứng cử viên Đảng Dân chủ năm 2016 Hillary Clinton đã giành được số phiếu phổ thông hơn 2 điểm phần trăm. Điều này có nghĩa là Donald Trump sẽ nhận được New Hampshire, Nevada và Minnesota nếu tỷ lệ phiếu phổ thông là hòa, giả sử có sự thay đổi đồng đều giữa các bang chiến trường. Mặt khác, Clinton sẽ phải giành được số phiếu phổ thông ít nhất là 3 điểm để thắng được Đại cử tri đoàn, vì Trump, ứng cử viên Đảng Cộng hòa, đã giành được tiểu bang Wisconsin với tỷ lệ thấp hơn 1%. Năm 2020, Joe Biden giành được số phiếu phổ thông hơn 4 điểm phần trăm nhưng chỉ giành được bang điểm ngoặt Pennsylvania với 1 phần trăm. Điều này cho thấy Donald Trump có thể giành chiến thắng trong cuộc bầu cử ngay cả khi ông mất hơn 3% số phiếu phổ thông và sẽ nhận được Georgia, Arizona và Wisconsin với sự thay đổi đồng đều giữa các bang.
Các bang dao động nói chung đã thay đổi theo thời gian. Ví dụ, các bang dao động như Ohio, Connecticut, Indiana, New Jersey và New York là chìa khóa của kết quả của cuộc bầu cử năm 1888. Tương tự như vậy, Illinois và Texas là chìa khóa của kết quả của cuộc bầu cử năm 1960, Florida và New Hampshire là chìa khóa  quyết định cuộc bầu cử năm 2000, và Ohio rất quan trọng trong cuộc bầu cử năm 2004. Ohio có danh tiếng là một tiểu bang dao động thường xuyên sau năm 1980, và không bỏ phiếu chống lại người chiến thắng từ năm 1960 đến năm 2020. Trên thực tế, chỉ có ba người thắng cử tổng thống mà không thắng cử ở Ohio kể từ năm 1900: Franklin D. Roosevelt, John F. Kennedy và Joe Biden. Các khu vực được coi là chiến trường trong cuộc bầu cử năm 2020 là Arizona, Florida, Georgia, Iowa, quận quốc hội thứ 2 của Maine, Michigan, Minnesota, quận quốc hội thứ 2 của Nebraska, Nevada, New Hampshire, North Carolina, Ohio, Pennsylvania, Texas và Wisconsin, với Florida, Michigan, Ohio, Pennsylvania và Wisconsin tạo thành "Đại Bộ Ngũ" có nhiều khả năng quyết định cử tri đoàn nhất. Cuối cùng, Joe Biden thắng Arizona, Georgia, Michigan, Minnesota, NE-02, Nevada, New Hampshire, Pennsylvania và Wisconsin, trong khi Donald Trump chỉ thắng ME-02, Florida, Iowa, North Carolina, Ohio và Texas.

## Xác định bang dao động
Các chiến dịch tranh cử tổng thống và các chuyên gia thường tìm cách theo dõi bối cảnh bầu cử đang thay đổi. Trong khi các bang dao động trong các cuộc bầu cử trước đây có thể được xác định đơn giản bằng cách xem mức độ gần nhau của cuộc bỏ phiếu ở mỗi bang, việc xác định các bang có khả năng trở thành bang dao động trong các cuộc bầu cử trong tương lai đòi hỏi ước tính và dự đoán dựa trên kết quả bầu cử trước đó, thăm dò dư luận, xu hướng chính trị, những sự việc gần đây kể từ cuộc bầu cử trước, và bất kỳ điểm mạnh hoặc điểm yếu nào của ứng cử viên cụ thể có liên quan. "Bản đồ" các bang dao động giữa mỗi chu kỳ bầu cử, tùy thuộc vào các ứng cử viên và chính sách của họ, đôi khi thay đổi đột ngột và đôi khi thay đổi tinh vi. Ví dụ, trong cuộc bầu cử năm 2016, Hillary Clinton thắng vượt trội ở các bang ngoại ô, có nhiều người với trình độ học vấn cao như Virginia và Colorado so với các ứng cử viên Đảng Dân chủ trong quá khứ, trong khi Donald J. Trump thắng vượt kỳ vọng tiêu chuẩn của Đảng Cộng hòa trong Vành đai Gỉ, chẳng hạn như Michigan, Ohio và Pennsylvania. Ngoài ra, sự thay đổi dần dần có thể xảy ra trong các tiểu bang do những thay đổi về nhân khẩu học, địa lý hoặc mô hình dân số. Ví dụ, nhiều bang hiện đang thuộc Đảng Cộng hòa, như Arkansas, Missouri, Tennessee và Tây Virginia, đã từng là chiến trường gần đây vào năm 2004. Theo phân tích trước bầu cử năm 2016, mười ba tiểu bang cạnh tranh nhất là Wisconsin, Pennsylvania, New Hampshire, Minnesota, Arizona, Georgia, Virginia, Florida, Michigan, Nevada, Colorado, Bắc Carolina và Maine. Quận quốc hội thứ 2 của Nebraska cũng được coi là cạnh tranh. Tuy nhiên, dự báo này không cụ thể cho bất kỳ chu kỳ bầu cử cụ thể nào và đã giả định mức độ ủng hộ tương đương cho cả hai đảng.
Mười tuần trước cuộc bầu cử tổng thống năm 2020, trang web phân tích thống kê FiveThirtyEight lưu ý rằng bản đồ bầu cử đang "trải qua một loạt thay đổi", với một số bang di chuyển sang phải, các bang khác di chuyển sang trái và hai bang (Florida, cho đến tận cuộc bầu cử năm 2020 và Bắc Carolina) được mô tả là các trạng thái dao động "lâu năm". Tương tự như vậy, một phân tích về kết quả bầu cử giữa kỳ năm 2018 chỉ ra rằng "các bang chiến trường" đang thay đổi, với Colorado và Ohio trở nên ít cạnh tranh hơn và lần lượt nghiêng về Dân chủ và Cộng hòa hơn, trong khi Georgia và Arizona đang dần chuyển thành các bang dao động.

## Chỉ trích
Đại cử tri đoàn khuyến khích các nhà vận động chính trị tập trung phần lớn nỗ lực của họ vào việc hấp dẫn các bang dao động. Những bang mà các thăm dò bầu cử không cho thấy có yêu thích một bên rõ ràng thường có khả năng là mục tiêu cao hơn, với các lượt thăm chiến dịch, quảng cáo truyền hình, và vận động bỏ phiếu bởi các nhà tổ chức đảng và các cuộc tranh luận. Theo Katrina vanden Heuvel, một nhà báo của tờ The Nation, "bốn trong số năm" cử tri tham gia bầu cử toàn quốc bị "phớt lờ tuyệt đối".
Vì hầu hết các bang sử dụng cơ chế người thắng lấy tất cả, trong đó ứng cử viên có nhiều phiếu bầu nhất ở bang đó sẽ nhận được tất cả các phiếu đại cử tri của bang, nên có động cơ rõ ràng là chỉ tập trung vào một số bang chưa quyết định. Ngược lại, nhiều bang có dân số đông như California, Texas và New York trong các cuộc bầu cử gần đây được coi là "an toàn" đối với một đảng cụ thể, và do đó không phải là ưu tiên cho các cuộc vận động tranh cử và tiền bạc. Trong khi đó, mười hai trong số mười ba tiểu bang nhỏ nhất được cho là an toàn cho một trong hai bên—chỉ có New Hampshire thường xuyên là một tiểu bang dao động. Ngoài ra, các chiến dịch đã ngừng vận động bầu cử trên toàn quốc trong vài tháng qua gần/lúc kết thúc cuộc bầu cử áp đảo năm 2008, mà chỉ nhắm mục tiêu vào một số bang chiến trường.

## Các bang dao động theo kết quả
Đây là biểu đồ về các bang dao động bằng cách sử dụng phương pháp luận của Nate Silver để xác định các bang điểm ngoặt, nhưng bao gồm các bang khác đang cạnh tranh chặt chẽ trong các cuộc bầu cử gần đây, được xếp hạng theo tỷ lệ chiến thắng. Trong phương pháp này, các bang và DC được sắp xếp theo tỷ lệ chiến thắng, sau đó lập bảng xếp hạng các bang nào cần có để đạt được hơn 270 phiếu đại cử tri theo thứ tự tỷ lệ chênh lệch. Bang điểm ngoặt và 10 bang tiếp theo với tỷ lệ gần nhau ở mỗi bên, được hiển thị là bang dao động khi nhìn lại. Lưu ý rằng điều này có tính đến những lợi thế vốn có của cử tri đoàn; ví dụ, Michigan là tiểu bang sát sao nhất vào năm 2016 theo kết quả cuối cùng và Nevada là tiểu bang sát nhất với kết quả phổ thông đầu phiếu trên toàn quốc, nhưng điểm ngoặt quan trọng nhất để tập hợp nhóm 270 lá phiếu đại cử tri là Wisconsin và Pennsylvania.
| Bầu cử 2020    | Tỷ lệ chênh lệch | Bầu cử 2016    | Tỷ lệ chênh lệch | Bầu cử 2012    | Tỷ lệ chênh lệch | Bầu cử 2008    | Tỷ lệ chênh lệch | Bầu cử 2004   | Tỷ lệ chênh lệch | Bầu cử 2000   | Tỷ lệ chênh lệch |
| -------------- | ---------------- | -------------- | ---------------- | -------------- | ---------------- | -------------- | ---------------- | ------------- | ---------------- | ------------- | ---------------- |
| New Hampshire  | 7.35%D           | Maine          | 2.96%D           | Wisconsin      | 6.94%D           | Nevada         | 12.49%D          | Pennsylvania  | 2.50%D           | Minnesota     | 2.40%D           |
| Minnesota      | 7.11%D           | Nevada         | 2.42%D           | Nevada         | 6.68%D           | Pennsylvania   | 10.32%D          | New Hampshire | 1.37%D           | Oregon        | 0.44%D           |
| Michigan       | 2.78%D           | Minnesota      | 1.52%D           | Iowa           | 5.81%D           | Minnesota      | 10.24%D          | Wisconsin     | 0.38%D           | Iowa          | 0.31%D           |
| Nevada         | 2.39%D           | New Hampshire  | 0.37%D           | New Hampshire  | 5.58%D           | New Hampshire  | 9.61%D           | Iowa          | 0.67%R           | Wisconsin     | 0.22%D           |
| Pennsylvania   | 1.16%D           | Michigan       | 0.23%R           | Pennsylvania   | 5.39%D           | Iowa           | 9.53%D           | New Mexico    | 0.79%R           | New Mexico    | 0.06%D           |
| Wisconsin      | 0.63%D           | Pennsylvania   | 0.72%R           | Colorado       | 5.37%D           | Colorado       | 8.95%D           | Ohio          | 2.11%R           | Florida       | 0.01%R           |
| Arizona        | 0.31%D           | Wisconsin      | 0.77%R           | Virginia       | 3.87%D           | Virginia       | 6.30%D           | Nevada        | 2.59%R           | New Hampshire | 1.27%R           |
| Georgia        | 0.24%D           | Florida        | 1.20%R           | Ohio           | 2.98%D           | Ohio           | 4.59%D           | Colorado      | 4.67%R           | Missouri      | 3.34%R           |
| North Carolina | 1.35%R           | Arizona        | 3.55%R           | Florida        | 0.88%D           | Florida        | 2.82%D           | Florida       | 5.01%R           | Ohio          | 3.51%R           |
| Florida        | 3.36%R           | North Carolina | 3.66%R           | North Carolina | 2.04%R           | Indiana        | 1.03%D           | Missouri      | 7.20%R           | Nevada        | 3.55%R           |
| Texas          | 5.58%R           | Georgia        | 5.13%R           | Georgia        | 7.82%R           | North Carolina | 0.33%D           | Virginia      | 8.20%R           | Tennessee     | 3.86%R           |
| Toàn quốc      | 4.45%D           | Toàn quốc      | 2.10%D           | Toàn quốc      | 3.86%D           | Toàn quốc      | 7.27%D           | Toàn quốc     | 2.46%R           | Toàn quốc     | 0.52%D           |

1. ↑  Nếu Georgia, Arizona và Wisconsin đều đảo ngược cho Trump vào năm 2020, kết quả sẽ là tỷ lệ bầu cử 269–269 được quyết định tại Hạ viện. Wisconsin là điểm ngoặt cho nhóm phiếu của Biden; để tránh cần đến Quốc hội, Trump cũng phải giành được Pennsylvania, mặc dù Trump sẽ được ưu ái trong Hạ viện do các quy tắc giải quyết kết quả hòa được quy định trong Tu chính án thứ mười hai đối với Hiến pháp Hoa Kỳ
2. 1 2  Cuộc bầu cử năm 2016 có hai bang điểm ngoặt có thể xảy ra, tùy thuộc vào cách chúng được tính. Nếu bỏ qua những đại cử tri bất tín, thì Wisconsin là điểm ngoặt vào năm 2016; Nếu họ được bao gồm, thì việc Donald Trump mất 2 phiếu ĐCT từ các cử tri bất tín có nghĩa là Pennsylvania cũng cần để nhóm phiếu của ông đạt 270 phiếu ĐCT, trong khi việc Hillary Clinton mất 5 phiếu ĐCT không thay đổi việc Wisconsin vẫn là điểm ngoặt cho nhóm phiếu có thể đã có của bà